# 北汕 (寮國)
北汕是老撾的城鎮，也是博利坎賽省的首府，位於該國中部湄公河畔，毗鄰與泰國接壤的邊境，始建於十九世紀晚期，2010年人口27,407，居民主要信奉佛教。